# Sarcophaga surcoufi
Sarcophaga surcoufi är en tvåvingeart som beskrevs av Villeneuve 1913. Sarcophaga surcoufi ingår i släktet Sarcophaga och familjen köttflugor.
Artens utbredningsområde är Algeriet. Inga underarter finns listade i Catalogue of Life.